# Gaea (geslacht)
Gaea is een geslacht van vlinders van de familie wespvlinders (Sesiidae).

## Soorten
- G. emphytiformis (Walker, 1856)
- G. erasmia Zukowsky, 1950
- G. leucozona Hampson, 1919
- G. solituda (Edwards, 1881)
- G. variegata (Walker, 1864)